# Karl Bergemann (Pianist)
Karl Bergemann (* 12. Februar 1934; † 29. September 1992 in Hannover) war ein deutscher Pianist und Blattspiel-Virtuose aus Hannover. Heute ist nach ihm der Karl-Bergemann-Blattspielwettbewerb der Hochschule für Musik, Theater und Medien Hannover benannt.

## Leben
Karl Bergemann wurde als erstes von zwei Kindern von Hans und Charlotte Bergemann in Hannover geboren. Drei Jahre später wurde die Ehe seiner Eltern geschieden und er wuchs zusammen mit seiner jüngeren Schwester Johanna bei seiner Mutter auf.
Nach der Einschulung 1940 begann im gleichen Jahr sein erster Klavierunterricht bei dem Kammermusiker Georg Steinmeyer. Drei Jahre später erhielt er ein Stipendium für den Besuch des  Konservatoriums Hannover. Im Sommer 1943 wurde jedoch die Musikschule im Krieg zerstört und nach Einbeck verlegt. Karl Bergemann wechselte auf Veranlassung der Musikschule ebenfalls nach Einbeck, wo er dann das Realgymnasium besuchte.
Nach Kriegsende 1945 kehrte Karl Bergemann nach Hannover zurück und ging im Herbst des gleichen Jahres auf das Kaiser-Wilhelm-Gymnasium Hannover, wo er dann 1951 die Mittlere Reife erlangte. Anschließend begann er ein Klavier-Vollzeitstudium an der Akademie für Musik und Theater (die heutige Hochschule für Musik, Theater und Medien Hannover) bei  Walter Höhn, Walter Bohle und Carl Weiss. 1954 wechselte er in die Klavierklasse von  Conrad Hansen an die Hochschule für Musik Detmold und 1959 an die Musikhochschule Hamburg. Zu dem Zeitpunkt machte er jedoch keinen Abschluss. Grund dafür war seine umfangreiche Konzerttätigkeit. Seinen Abschluss holte er in einer für ihn organisierten Prüfung an der Hochschule für Musik, Theater und Medien Hannover 1978 nach.
Er war bereits im Studium  als Korrepetitor im hannoverschen Chorwesen und als regelmäßiger Begleiter der „Konzerte Junger Künstler“ im NDR-Funkhaus Hannover tätig. Seit 1952 begleitete er fest den Knabenchor Hannover auf seinen Tourneen als Solist und Begleiter, wie 1969 in Paris und Hannover mit Carl Orffs Carmina Burana.
1963 gewann er den ersten Preis im internationalen Rundfunk-Wettbewerb in München in der Wertung „Prima-Vista-Spiel“ und wurde für zwei Jahre als Begleiter für die jährlichen Wettbewerbe in München engagiert. 1964 erhielt er den „Förderpreis des Landes Niedersachsen“.
Aufgrund seiner Erfolge wurde er 1964 Dozent für Kammermusik-Begleitung und Prima-Vista-Spiel an der Staatlichen Musikhochschule in Hamburg, wo er bis September 1973 tätig war. Seit 1972 hatte er einen Lehrauftrag an der Hochschule für Musik, Theater und Medien Hannover in den Fächern Klavier, Prima-Vista-Spiel, Tonsatz und Gehörbildung.  Seine Berufung als Professor erfolgte am 26. November 1982. Er starb nach schwerer Krankheit am 29. September 1992.

## Korrepetitionstätigkeit
Als Pianist war Karl Bergemann überwiegend in den Bereichen der Korrepetition und Kammermusik tätig.
Mit folgenden Künstlern hat er besonders intensiv zusammengearbeitet:
- Knabenchor Hannover
- „Konzerte Junger Künstler“, NDR Landesfunkhaus Hannover
- 1963/64: Begleitung beim Internationalen Rundfunkwettbewerb in München
- Andreas Röhn (Violine)
- Hyman Bress (Violine)
- Wolfsburger Chorgemeinschaft
- Peter Martin (Flöte)
- Georg Meerwein (Oboe)
- Heidrun Heinke (Sopran)

## Diskographie (Auswahl)
- „Schilflieder“ – Thomas Pfeiffer (Bariton), Georg Meerwein (Oboe), Anton Weigert (Viola), Karl Bergemann (Klavier) – VÖ 1980 – Audite
- „Händel, Debussy, Brahms“ – Andreas Röhn (Violine), Karl Bergemann (Klavier) – VÖ 1969 – Deutsche Grammophon
- „Musik für Oboe, Englischhorn und Klavier“ – Georg Meerwein (Englischhorn, Oboe), Karl Bergemann (Klavier) – VÖ 1974 – Metronome-Musik
- „Chorwerke der Romantik“ – Mädchenchor Hannover, Ludwig Rutt (Dirigent) Karl Bergemann (Klavier) – VÖ 1987 – EMI
- „Herrenhäuser Konzert“ – Peter Martin (Flöte), Karl Bergemann (Cembalo) – VÖ 1974 – Leuenhagen & Paris